# Jyoti Amge
Jyoti Amge, (Nagpur, India, 16 december 1993) is een vrouw van wie het Guinness Book of Records op 16 december 2011 verklaarde dat zij de kleinste vrouw ter wereld is. Zij stootte daarmee de Amerikaanse Bridgette Jordan van de troon, die slechts enkele maanden eerder de titel van kleinste vrouw ter wereld had gekregen. Jyoti Amge is 62,8 cm lang en lijdt aan de groeistoornis achondroplasie.